# 気づいたら片想い
『気づいたら片想い』（きづいたらかたおもい）は、日本の女性アイドルグループ乃木坂46の楽曲。2014年4月2日に乃木坂46の8作目のシングルとしてN46Div.から発売された。秋元康が作詞、Akira Sunsetが作曲した。楽曲のセンターポジションは西野七瀬が初めて務めた。

## 背景とリリース
DVD付属のType-A・B・C、CDのみの通常盤の4形態で発売。前作でセンターを務めた堀未央奈に代わり、本作は西野七瀬がセンターを務めた。
2014年3月2日、パシフィコ横浜で本作の表題曲「気づいたら片想い」が初披露された。4月14日、交換留学生・松井玲奈の歌唱を加えた「気づいたら片想い with 松井玲奈ver.」が配信された。
表題曲「気づいたら片想い」の歌詞は、これまで男性的な視点が多かったのに対し、女性的な視点から書かれ、乃木坂46の外へ向けて作られた曲とされている。楽曲は、ピアノやストリングスをふんだんに用いた爽やかなサウンド、マイナー調の切ないメロディーが相まった仕上がりになっており、昭和の歌謡曲にも通じる正統派アイドルポップスの曲調がベースとなっている。大サビ前では印象的な転調が施されている。作曲者のAkira Sunsetによれば、前作「バレッタ」のリリース以前に書かれた曲であり、カノンコード系のメロディーのサビに歌謡曲要素を含ませた2ジャンルのマッシュアップ作品であるという。

## プロモーション
ヒット祈願キャンペーンとして、西野七瀬がマカオタワーでバンジージャンプをしたことが、『乃木坂って、どこ?』で放送された。

## アートワーク
| Type-A 表 | 西野七瀬                                                                                       |
| Type-A 裏 | 西野七瀬                                                                                       |
| Type-B 表 | 生田絵梨花・生駒里奈・桜井玲香・白石麻衣・橋本奈々未・堀未央奈                                 |
| Type-B 裏 | 生田絵梨花・生駒里奈・桜井玲香・白石麻衣・橋本奈々未・堀未央奈                                 |
| Type-C 表 | アンダーメンバー                                                                               |
| Type-C 裏 | アンダーメンバー                                                                               |
| 通常盤 表 | 秋元真夏・川村真洋・高山一実・樋口日奈・深川麻衣・松村沙友理・若月佑美・和田まあや・北野日奈子 |
| 通常盤 裏 | 秋元真夏・川村真洋・高山一実・樋口日奈・深川麻衣・松村沙友理・若月佑美・和田まあや・北野日奈子 |

CDジャケットのコンセプトは「泣き笑い」で、実際にメンバー自身が本気で泣き笑いしている表情が収められている。ジャケット撮影時、メンバーに泣いてもらうため、動画や漫画など泣くための道具が用意されたが、ほとんどのメンバーはそれらを使わず自身の家族からの手紙や亡くなったペットなど、各人の思い出を引き合いに感情を高めたため、自然に泣き笑うことができた。

## チャート成績
本作は2014年4月1日付のオリコンデイリーCDシングルランキングで推定売上38万7122枚を記録し、初登場1位を獲得した。その後、2014年4月14日付のオリコン週間CDシングルランキングで初登場1位を獲得した。オリコン週間CDシングルランキングにおける乃木坂46のシングルの1位獲得は「おいでシャンプー」から7作連続、通算7作目となった。初週推定売上は45万7837枚を記録し、前作「バレッタ」が記録した約39万5000枚を上回り、自己最高記録を更新した。

## ミュージック・ビデオ
気づいたら片想い
監督：柳沢翔、企画・脚本・編集：澤本嘉光、衣装：尾内貴美香
「片想いのかないそうもない『切なさ』と、夢が叶う時間が限られるという『刹那さ』の、2つの“せつなさ”を表す」ことをテーマとし、ストーリー性のあるドラマ仕立てとなっており、土砂降りの雨の中のシーンは雪が残る寒さの中で1時間以上も雨に打たれながら撮影された。ストーリーは7日間ほどの話で、事故に遭った西野七瀬が神様にお願いをして1本のタンポポの綿毛が残っている間だけ生きることを許され、メンバーと共にライブを目指す話になっている。このため、ミュージック・ビデオでは西野七瀬の身体が弱っていくのにともない服装が厚着になっていく。ロケ地は、神奈川県鎌倉市腰越の鈴木病院の屋上などが使われており、横浜市中区の横浜税関本関や西区のクイーンズタワー、コスモクロック21などが映っているシーンもある。
ロマンスのスタート
監督：丸山健志
主観カメラを用いて主人公である男子大学生の目線で描かれており、アルバイト先に来店した西野七瀬に主人公が恋する物語になっている。ミュージック・ビデオにはコンビニ店員の堀未央奈、バイト仲間の生駒里奈、大学の同級生の生田絵梨花が登場し、カラオケで盛り上がるシーンの撮影では桜井玲香、白石麻衣、深川麻衣、松村沙友理の4名がノンストップで歌い、全力ではしゃぎ続けたため、汗だくになった。ラストシーンでは主人公が西野七瀬に告白する。西野七瀬が主人公の告白を断った後のシーンはメンバーのアドリブである。
孤独兄弟
監督：池田一真
神奈川県横浜市にある大黒埠頭で撮影された。友情・努力・勝利をテーマとし、ファッション雑誌『Ranzuki』の2月号で「JK憧れのアイドル」ランキング1位の白石麻衣と、2位の橋本奈々未が、かつて仲間だった因縁の男と戦い、悪のグループを組織した彼との決着をつける。相手の男たちはプロのダンサーだったため、白石麻衣と橋本奈々未は何日も前からダンス練習をして撮影に臨んだ。戦いを終えた白石麻衣と橋本奈々未は、ふたたび2人の人生へと戻る。
生まれたままで
監督：久保茂昭、衣装：市野沢祐大・bodysong.
撮影日が記録的な大雪日と重なり、制作に遅れが生じながら撮影された。センターは伊藤万理華が務め、後に『アンダースペシャルライブ』を控えていたアンダーメンバーらが、無限大の未来予想図を求めて夢に向かって羽ばたいて行く姿を描いている。

## メディアでの使用
ロマンスのスタート
『メガシャキ』『ギガシャキ』『メガシャキガム』（ハウス食品）テレビCMソング。
『乃木坂46のガクたび!』（NHK BSプレミアム）オープニングテーマ。

## シングル収録トラック

### Type-A
| #         | タイトル                                | 作詞      | 作曲         | 編曲              | 時間  |
| --------- | --------------------------------------- | --------- | ------------ | ----------------- | ----- |
| 1.        | 「気づいたら片想い」                    | 秋元康    | Akira Sunset | 湯浅篤            | 4:14  |
| 2.        | 「ロマンスのスタート」                  | 秋元康    | 押田誠       | 佐々木聡作 押田誠 | 4:02  |
| 3.        | 「吐息のメソッド」                      | 秋元康    | 田中明仁     | TATOO             | 4:19  |
| 4.        | 「気づいたら片想い -off vocal ver.-」   |           | Akira Sunset | 湯浅篤            | 4:14  |
| 5.        | 「ロマンスのスタート -off vocal ver.-」 |           | 押田誠       | 佐々木聡作 押田誠 | 4:02  |
| 6.        | 「吐息のメソッド -off vocal ver.-」     |           | 田中明仁     | TATOO             | 4:16  |
| 合計時間: | 合計時間:                               | 合計時間: | 合計時間:    | 合計時間:         | 25:07 |

| #         | タイトル                           | 作詞      | 作曲・編曲 | 監督     | 時間  |
| --------- | ---------------------------------- | --------- | ---------- | -------- | ----- |
| 1.        | 「気づいたら片想い Music Video」   |           |            | 柳沢翔   | 9:05  |
| 2.        | 「ロマンスのスタート Music Video」 |           |            | 丸山健志 | 4:57  |
| 3.        | 「Creator's Etude 上田誠 編」      |           |            | 上田誠   | 18:01 |
| 4.        | 「Creator's Etude 権八成裕 編」    |           |            | 権八成裕 | 18:49 |
| 5.        | 「Creator's Etude 三木聡 編」      |           |            | 三木聡   | 20:56 |
| 合計時間: | 合計時間:                          | 合計時間: | 71:48      |          |       |

### Type-B
| #         | タイトル                                | 作詞      | 作曲         | 編曲              | 時間  |
| --------- | --------------------------------------- | --------- | ------------ | ----------------- | ----- |
| 1.        | 「気づいたら片想い」                    | 秋元康    | Akira Sunset | 湯浅篤            | 4:14  |
| 2.        | 「ロマンスのスタート」                  | 秋元康    | 押田誠       | 佐々木聡作 押田誠 | 4:02  |
| 3.        | 「孤独兄弟」                            | 秋元康    | Soulife      | Soulife           | 3:57  |
| 4.        | 「気づいたら片想い -off vocal ver.-」   |           | Akira Sunset | 湯浅篤            | 4:12  |
| 5.        | 「ロマンスのスタート -off vocal ver.-」 |           | 押田誠       | 佐々木聡作 押田誠 | 4:02  |
| 6.        | 「孤独兄弟 -off vocal ver.-」           |           | Soulife      | Soulife           | 3:56  |
| 合計時間: | 合計時間:                               | 合計時間: | 合計時間:    | 合計時間:         | 24:25 |

| #         | タイトル                         | 作詞      | 作曲・編曲 | 監督     | 時間  |
| --------- | -------------------------------- | --------- | ---------- | -------- | ----- |
| 1.        | 「気づいたら片想い Music Video」 |           |            | 柳沢翔   | 9:05  |
| 2.        | 「孤独兄弟 Music Video」         |           |            | 池田一真 | 4:51  |
| 3.        | 「Creator's Etude 倉持裕 編」    |           |            | 倉持裕   | 17:41 |
| 4.        | 「Creator's Etude 濱口優 編」    |           |            | 濱口優   | 18:44 |
| 5.        | 「Creator's Etude 柳沢翔 編」    |           |            | 柳沢翔   | 18:04 |
| 合計時間: | 合計時間:                        | 合計時間: | 68:25      |          |       |

### Type-C
| #         | タイトル                                | 作詞      | 作曲         | 編曲              | 時間  |
| --------- | --------------------------------------- | --------- | ------------ | ----------------- | ----- |
| 1.        | 「気づいたら片想い」                    | 秋元康    | Akira Sunset | 湯浅篤            | 4:14  |
| 2.        | 「ロマンスのスタート」                  | 秋元康    | 押田誠       | 佐々木聡作 押田誠 | 4:02  |
| 3.        | 「生まれたままで」                      | 秋元康    | 田中俊亮     | 鈴木裕明          | 4:42  |
| 4.        | 「気づいたら片想い -off vocal ver.-」   |           | Akira Sunset | 湯浅篤            | 4:14  |
| 5.        | 「ロマンスのスタート -off vocal ver.-」 |           | 押田誠       | 佐々木聡作 押田誠 | 4:02  |
| 6.        | 「生まれたままで -off vocal ver.-」     |           | 田中俊亮     | 鈴木裕明          | 4:40  |
| 合計時間: | 合計時間:                               | 合計時間: | 合計時間:    | 合計時間:         | 25:54 |

| #  | タイトル                          | 作詞 | 作曲・編曲 | 監督     | 時間 |
| -- | --------------------------------- | ---- | ---------- | -------- | ---- |
| 1. | 「気づいたら片想い Music Video」  |      |            | 柳沢翔   | 9:05 |
| 2. | 「生まれたままで Music Video」    |      |            | 久保茂昭 | 6:02 |
| 3. | 「ドキュメンタリー・乃木坂の4人」 |      |            | 熊坂出   |      |

### 通常盤
| #         | タイトル                                | 作詞      | 作曲            | 編曲              | 時間  |
| --------- | --------------------------------------- | --------- | --------------- | ----------------- | ----- |
| 1.        | 「気づいたら片想い」                    | 秋元康    | Akira Sunset    | 湯浅篤            | 4:14  |
| 2.        | 「ロマンスのスタート」                  | 秋元康    | 押田誠          | 佐々木聡作 押田誠 | 4:02  |
| 3.        | 「ダンケシェーン」                      | 秋元康    | Akira Sunset C# | Akira Sunset C#   | 3:42  |
| 4.        | 「気づいたら片想い -off vocal ver.-」   |           | Akira Sunset    | 湯浅篤            | 4:14  |
| 5.        | 「ロマンスのスタート -off vocal ver.-」 |           | 押田誠          | 佐々木聡作 押田誠 | 4:02  |
| 6.        | 「ダンケシェーン -off vocal ver.-」     |           | Akira Sunset C# | Akira Sunset C#   | 3:41  |
| 合計時間: | 合計時間:                               | 合計時間: | 合計時間:       | 合計時間:         | 23:55 |

## 歌唱メンバー

### 気づいたら片想い
（センター：西野七瀬）
- 3列目：川村真洋、北野日奈子、樋口日奈、秋元真夏、和田まあや、高山一実[43]
- 2列目：桜井玲香、若月佑美、生田絵梨花、松村沙友理、深川麻衣[43]
- 1列目：堀未央奈、白石麻衣、西野七瀬、橋本奈々未、生駒里奈[43]

五福神は堀未央奈、白石麻衣、西野七瀬、橋本奈々未、生駒里奈。西野七瀬が初センター。今回の福神人数は過去最少の五福神。このため、松村、生田、桜井といった福神常連組も平選抜となった。北野、樋口、和田にとっては初選抜となり、北野は8thシングル選抜入りをして正規メンバーに昇格した。また川村は1stシングル「ぐるぐるカーテン」以来、約2年2か月ぶりの選抜復帰となる。前作の選抜メンバー伊藤万理華、衛藤美彩、川後陽菜、齋藤飛鳥、中元日芽香は選抜から外れた。選抜メンバーの人数は前作から一人減って16人。

### ロマンスのスタート
（センター：西野七瀬）
- 1期生：秋元真夏、生田絵梨花、生駒里奈、川村真洋、桜井玲香、白石麻衣、高山一実、西野七瀬、橋本奈々未、樋口日奈、深川麻衣、松村沙友理、若月佑美、和田まあや[24]
- 2期生：北野日奈子、堀未央奈[24]

歌唱メンバーは、表題曲の選抜メンバーと同じ。

### 吐息のメソッド
- 1期生：秋元真夏、生田絵梨花、生駒里奈、伊藤万理華、井上小百合、川村真洋、齋藤飛鳥、桜井玲香、白石麻衣、高山一実、西野七瀬、橋本奈々未、樋口日奈、深川麻衣、星野みなみ、松村沙友理、若月佑美、和田まあや[24]
- 2期生：北野日奈子、堀未央奈[24]

### 孤独兄弟
- 1期生：白石麻衣、橋本奈々未[39]

### 生まれたままで
（センター：伊藤万理華）
- 1期生：市來玲奈、伊藤寧々、伊藤万理華、井上小百合、衛藤美彩、川後陽菜、齋藤飛鳥、斎藤ちはる、斉藤優里、永島聖羅、中田花奈、中元日芽香、能條愛未、畠中清羅、星野みなみ、大和里菜[26]
- 2期生：新内眞衣[26]

アンダーメンバーによる楽曲。

### ダンケシェーン
（センター：生田絵梨花）
- 1期生：生田絵梨花、生駒里奈、桜井玲香、西野七瀬、深川麻衣、松村沙友理、若月佑美[45]
- 2期生：堀未央奈[45]

### Creator's Etude
- エチュード考案
  - 上田誠（脚本家、『劇団ヨーロッパ企画』主宰）[46]
  - 倉持裕（演出家、『劇団ペンギンプルペイルパイルズ』主宰）[46]
  - 権八成裕（クリエイティブ・ディレクター）[46]
  - 濱口優（お笑いコンビ・よゐこ、はまぐちコントサークル主宰）[46]
  - 三木聡（映画監督、放送作家）[46]
  - 柳沢翔（映像ディレクター）[46]

- エチュード組み分け
  - 上田誠組『人魚たち』 - 生駒里奈、中元日芽香、深川麻衣、堀未央奈、若月佑美[24]
  - 権八成裕組『6少女漂流記』 - 斉藤優里、中田花奈、橋本奈々未、畠中清羅、星野みなみ、大和里菜[47]
  - 三木聡組『ダルマの世界』 - 伊藤万理華、川村真洋、北野日奈子、桜井玲香、松村沙友理[47]
  - 倉持裕組『資産家の男の家』 - 秋元真夏、市來玲奈、衛藤美彩、川後陽菜、永島聖羅[47]
  - 濱口優組『銀行強盗』 - 生田絵梨花、井上小百合、高山一実、能條愛未、樋口日奈[47]
  - 柳沢翔組『粛々祭日』 - 伊藤寧々、齋藤飛鳥、斎藤ちはる、白石麻衣、新内眞衣、西野七瀬[47]

和田まあやは収録時、体調不良のため欠席。

### ドキュメンタリー・乃木坂の4人
- 伊藤万理華、西野七瀬、樋口日奈、松村沙友理[46]